# هلموت كول
هلموت يوزف ميشائيل كول (بالألمانية: Helmut Josef Michael Kohl)‏ (3 أبريل 1930 - 16 يونيو 2017) هو سياسي ألماني. عمل سابقًا مستشاراً لألمانيا. كان يشغل هذا المنصب في ألمانيا الغربية من 1982 حتى 1990، ثم استمر به بعد إعادة توحيد ألمانيا حتى 1998. كما ترأس حزب الاتحاد الديمقراطي المسيحي من العام 1973 حتى 1998. وكان بين عامي 1969 حتى 1976 رئيس وزراء راينلند بالاتينات.
تعد السنوات الستة عشر التي عمل كول فيها مستشارًا لألمانيا هي الأطول بعد أوتو فون بسمارك. شهد كول نهاية الحرب الباردة ويعتبر على نطاق واسع العقل المدبر لإعادة توحيد ألمانيا. يعتبر كلاً من كول والرئيس الفرنسي فرنسوا ميتران مهندسا معاهدة ماستريخت، التي أسست الاتحاد الأوروبي وعملة اليورو.
في السنوات التالية لمغادرته منصب المستشارية، انتُقِد كول لدوره في فضيحة تبرعات الاتحاد الديمقراطي المسيحي. وهي الفضيحة التي أدت إلى استقالة خليفته فولفغانغ شويبله من رئاسة الحزب وانتخاب أنغيلا ميركل لقيادة الحزب.
وصف الرئيسان الأمريكيان جورج بوش الأب و‌بيل كلينتون. كول بأنه «أعظم قائد أوروبي في النصف الثاني في القرن العشرين». حصل كول على جائزة كارلسبريز في العام 1988 مع فرنسوا ميتيران، في العام 1998، أصبح كول ثاني شخص يحصل على جائزة المواطن الأوروبي الفخري الممنوحة من المجلس الأوروبي.

## حياته

### شبابه وتعليمه
ولد هلموت كول في 3 نيسان / أبريل 1930 في لودفيغسهافن الواقعة على نهر راين. هو الولد الثالث لهانس كول (6 كانون الثاني / يناير 1887 - 20 تشرين الأول / أكتوبر 1975)، الجندي السابق في الجيش الإمبراطوري الألماني. وزوجته سيسيليا (1891 - 1979)
كانت عائلة كول من الرومان الكاثوليك المحافظين والموالين لحزب الوسط قبل وبعد العام 1933. توفي أخاه الأكبر في الحرب العالمية الثانية وهو في سن المراهقة. في العاشرة من عمره، فُرِض على كول، كما جميع الأطفال في ألمانيا حينها، الانضمام إلى الشباب الألماني أحد أقسام شباب هتلر. في 20 نيسان / أبريل 1945 وبعمر خمسة عشر عاماً، قبل أيام فقط من نهاية الحرب، أدى كول قَسَم شباب هتلر في بيرتشسغادن كونه إلزامياً على جميع الصبية الأعضاء في عمره. كما انضم إلى الخدمة العسكرية الإلزامية في 1945 ولكنه لم يشارك في أي معركة، وهي الحقيقة التي أشار إليها «نعمة الولادة المتأخرة».
درس كول في مدرسة روبريخت الابتدائية ثم تابع دراسته في ثانوية ماكس بلانك. بعد تخرجه في العام 1950، بدأ كول دراسة القانون في فرانكفورت، وتنقل بين لودفيغسهافن وفرانكفورت لفصلين دراسيين. عندها بدأ كول حضور محاضرات لعدد من السياسيين منهم كارلو شميد و‏ولتر هالستين. في العام 1951، التحق كول بجامعة جامعة هايدلبرغ ودرس تاريخ العلوم السياسية. وهو أول فرد في عائلته يلتحق بجامعة.

### حياته قبل العمل السياسي
أصبح كول زميل في معهد ألفرد ويبر التابع لجامعة هايدلبرغ بإدارة دولف سترنبرغر، وذلك بعد تخرجه في العام 1956 حيث أصبح عضواً ناشطاً في آيزيك. حصل كول على شهادة الدكتوراه في العلوم السياسية عام 1958 لأطروحته «التنمية السياسية في بالاتينات وإعادة هيكلة الأحزاب السياسية بعد 1945». بعدها دخل كول عالم الأعمال بداية كمساعد المدير في مسبك في لودفيغسهافن، ثم في نيسان / أبريل 1960 شغل منصب مدير اتحاد الصناعات الكيميائية في لودفيغسهافن.

### بداية مسيرته السياسية

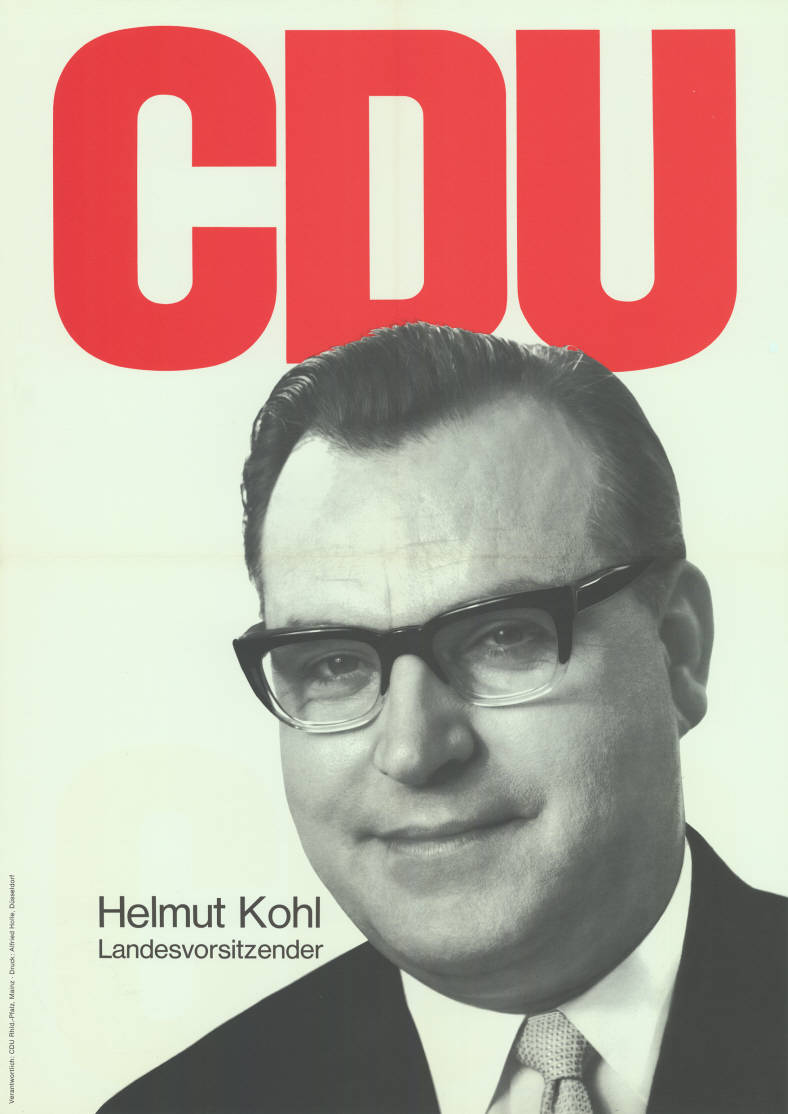
كول عندما كان رئيس حزب الاتحاد الديمقراطي المسيحي في ولاية راينلند بالاتينات

انضم كول في العام 1946 إلى حزب الاتحاد الديمقراطي المسيحي المؤسس حديثاً، وحصل على العضوية الكاملة بعد إتمامه سن الثامنة عشر في العام 1948. كان كول أحد مؤسسي فرع اتحاد الشباب في لودفيغسهافن، وهي منظمة الشباب التابعة لحزب الاتحاد الديمقراطي المسيحي. انضم كول إلى مجلس إدارة فرع الحزب في بالاتينات في العام 1953. وفي العام 1954 أصبح كول نائب رئيس اتحاد الشباب في راينلند بالاتينات، واستمر في عضوية مجلس الاتحاد حتى العام 1961.
ترشح كول في كانون الثاني / يناير 1955 لمقعد عضوية مجلس الاتحاد الديمقراطي المسيحي في راينلند بالاتينات ولكنه خسر بفارق ضئيل أمام وزير الولاية لشؤون الأسرة، فرانز جوزيف ورملينغ. ومع ذلك استطاع كول الحصول على المقعد حيث تم اختياره من قبل الفرع المحلي كمندوب. خلال سنواته المبكرة في الحزب، كان هدف كول هو جعل الحزب منفتحاً اتجاه جيل الشباب والابتعاد على العلاقة القوية مع الكنيسة.
تم انتخاب كول في بداية العام 1959 لرئاسة فرع الاتحاد الديمقراطي المسيحي في مقاطعة لودفيغسهافن وكمرشح لانتخابات الولاية القادمة. في 19 نيسان / أبريل 1959، تم انتخاب كول كأصغر عضو في البرلمان الموحد لولاية راينلند بالاتينات. كما تم انتخابه في العام 1960 لعضوية مجلس بلدية لودفيغسهافن حيث عمل هناك كزعيم لحزب الاتحاد الديمقراطي المسيحي حتى العام 1969. وعندما توفي فيلهلم بودن، رئيس المجموعة البرلمانية لحزب الاتحاد الديمقراطي المسيحي في برلمان الولاية، في أواخر العام 1961، حصل كول على منصب نائب رئيس المجموعة. وفي انتخابات الولاية التالية عام 1963، حصل على منصب رئيس المجموعة البرلمانية لحزبه واحتفظ بهذا المنصب حتى 1969 عندما أصبح رئيس وزراء الولاية. في العام 1966 اتفق كول مع رئيس وزراء الولاية ورئيس الحزب في الولاية بيتر ألتميير على اقتسام المهام. في آذار 1966، تم انتخاب كول كرئيس للحزب في راينلند بالاتينات في حين ترشح ألتميير لرئاسة الوزراء في انتخابات الولاية عام 1967، واتفقا على تسليم كول المنصب بعد سنتين في منتصف الدورة البرلمانية.

### رئيس وزراء راينلند بالاتينات

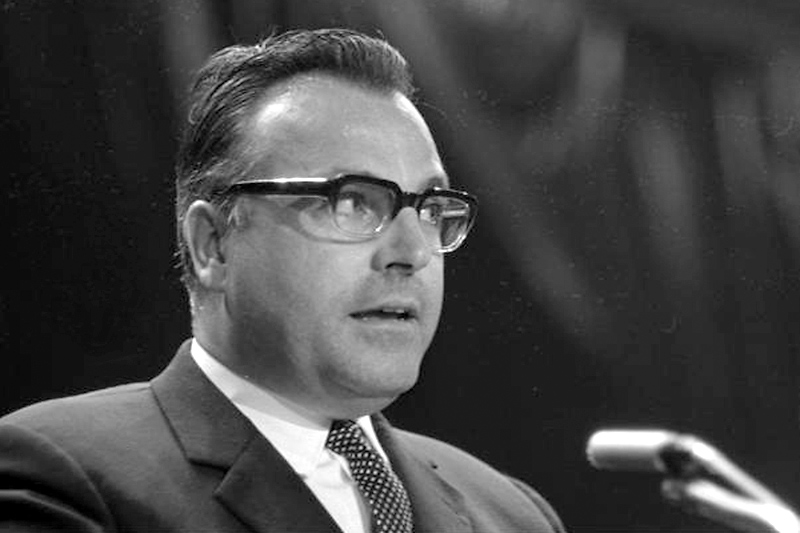
هلموت كول في العام 1969

تم انتخاب كول كرئيس وزراء راينلند بالاتينات في 19 أيار / مايو 1969 خلفاً لبيتر ألتميير. وحتى العام 2017، هو أصغر شخص يتم انتخابه لرئاسة حكومة ولاية في ألمانيا. وبعد انتخابه كرئيس للوزراء بأيام قليله، أصبح كول نائب رئيس حزب الاتحاد الديمقراطي المسيحي على المستوى الاتحادي. تصرَّف كول خلال توليه المنصب كمصلح، حيث ركَّز على المدارس والتعليم. حيث ألغت حكومته العقوبة الجسدية في المدارس و‏المدارس الدينية وهي المواضيع المثيرة للجدل ضمن الجناح المحافظ للحزب. خلال فترة توليه الحكم، أسس جامعة كايزرسلاوترن للتكنولوجيا كما أكمل الإصلاحات الإقليمية للولاية، توحيد رموز القانون وإعادة تنظيم المقاطعات، وهو ما ناضل من أجله منذ ولاية ألتميير، وبعد إعادة التنظيم هذه حصل على مقعد رئيس البرلمان الموحد للولاية. أسس كول وزارتين جديدتين بعد توليه المنصب واحدة للاقتصاد والنقل والأخرى للشؤون الاجتماعية.

### النشاط الحزبي على المستوى الاتحادي وانتخابه لرئاسة الحزب
انتقل كول إلى مجلس الإدارة الاتحادي للحزب (Vorstand) في العام 1964. وبعد عامين فشل في محاولته للانضمام إلى اللجنة التنفيذية (Präsidium) للحزب، وذلك قبل فترة صغيرة من انتخابه رئيساً للحزب في ولاية راينلند بالاتينات. وتم لاحقاً انتخابه لعضوية اللجنة بعد سنتين من خسارة الحزب لمشاركته في الحكومة وذلك للمرة الأولى منذ نهاية الحرب العالمية الثانية وذلك إثر انتخابات العام 1969. وعلى الرغم من بقاء المستشار الأسبق كورت غيورغ كيزينغر رئيساً للحزب حتى العام 1971، إلى أن رئيس البرلمان راينر بارزيل هو من قاد المعارضة ضد الائتلاف الاجتماعي الليبرالي المشكل حديثاً بقيادة فيلي برانت.

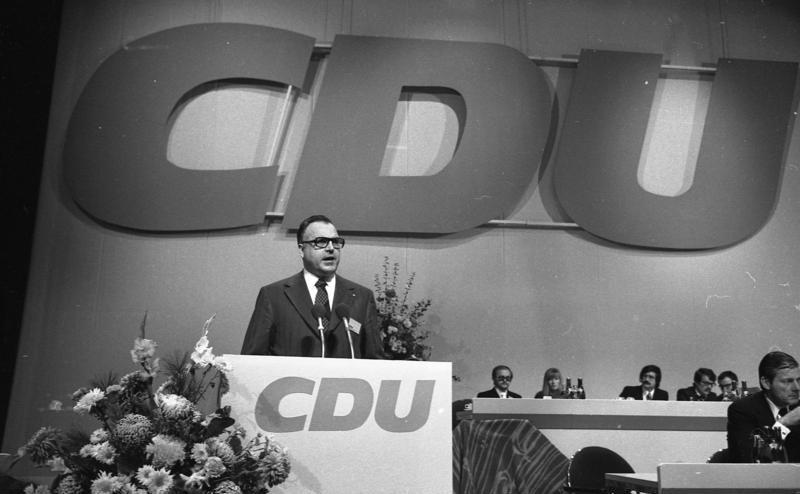
كول في مؤتمر الاتحاد الديمقراطي المسيحي في هامبورغ عام 1973

دفع كول نحو إعادة هيكلة الحزب كونه عضواً في كل من مجلس إدارة الحزب واللجنة التنفيذية، داعماً المواقف الليبرالية والسياسات الاجتماعية بما في ذلك مشروع مشاركة الموظفين. ولدى طرح المشروع من قبل مجلس الإدارة للتصويت في مؤتمر الحزب في بدايات العام 1971 في دوسلدورف، لم يتمكن كول من التغلب على احتجاج الجناح المحافظ في الحزب الملتف حول ألفريد دريغر والحزب الشقيق الاتحاد الاجتماعي المسيحي مما كلفه خسارة الدعم من الجناح الليبرالي في الحزب. ومما زاد الأمر سوءً أن كول نفسه صوت ضد المشروع وذلك إثر خطأ في إجراءات التصويت مما أغضب داعمية كمسؤول الخزينة في الحزب والثر لايسلر كيب.
ترشح كول إلى رئاسة الحزب بعد تنحي كيزينغر ولكنه خسر بنتيجة 344 صوت لصالح بارزيل مقابل 174 صوت لكول. حاول الاتحاد الديمقراطي المسيحي إسقاط حكومة برانت بسبب سياساتها الداعية لتطبيع العلاقات مع المعسكر الشرقي وخصوصاً ألمانيا الشرقية من خلال التصويت لسحب الثقة منها في شهر نيسان / أبريل 1972، إلا أن التصويت فشل بسبب تصويت اثنين من المعارضة ضد إسقاط الحكومة.
أصبح الطريق أمام كول خالياً لتولي رئاسة الحزب بعد خسارة بارزيل في الانتخابات العامة لتلك السنة. بعد إعلان بارازيل عدم ترشحه لرئاسة الحزب مرة أخرى، خلف كول بارازيل في رئاسة الحزب بعد فوزه في مؤتمر الحزب في بون بتاريخ 12 حزيران / يونيو 1973 حاصداً 520 صوت من أصل 600 وكان المرشح الوحيد. لم يكن كول يتوقع بقائه في المنصب لأكثر من عدة أشهر بسبب المعارضة القوية لانتخابه من الجناح المحافظ في الحزب وتجهيز منتقديه لإقامة مؤتمر للحزب في هامبورغ خلال تشرين الثاني / نوفمبر. حصل كول على دعم من حزبه واستمر في منصبه، وليس أقلها بسبب الأعمال التي قام بها كورت بييدينكوب وهو الشخص الذي عينه كول أميناً عاماً للحزب. استمر كول في منصبه حتى العام 1998.
عندما تنحى المستشار برانت عن منصبه في أيار / مايو 1974 بعد الكشف عن قضية غيوم، طالب كول حزبه بكبح شهوة الشماته وعدم استغلال الوضع السياسي الضعيف لمنافسه للفوز في «مهاترات رخيصة». شارك كول في الحملة الانتخابية لزميله في الحزب ويلفريد هاسيلمان المرشح في سكسونيا السفلى مما جمع للحزب نسبة كبيرة من الأصوات تعادل 48.8%، وعلى الرغم من ذلك لم يتمكن الحزب من منع استمرار الائتلاف الليبرالي الاجتماعي في حكم الولاية.

### الترشح للمستشارية للمرة الأولى وانتخابات البوندستاغ للعام 1976
واجه كول والاتحاد الديمقراطي المسيحي في 9 آذار / مارس 1975 إعادة الانتخابات في راينلند بالاتينات. ومما زاد الضغط على كول أن الحزبين الشقيقين الاتحاد الديمقراطي المسيحي والاتحاد الاجتماعي المسيحي قررا أن يتم اختيار مرشحيهما للانتخابات القادمة في منتصف العام 1975. كان لدى رئيس الاتحاد الاجتماعي المسيحي فرانز جوزيف ستراوس الطموح للترشح ووضع كول تحت الضغط علانية مهما كانت النتيجة في انتخابات الولاية. في يوم الانتخابات حقق الاتحاد الديمقراطي المسيحي نتيجة 53.9 بالمائة من الأصوات وهي النتيجة الأعلى للحزب في الولاية مما دعم موقع كول. تعرض ترشيح ستراوس للمستشارية إثر نشر مجلة دير شبيغل لنص خطاب أدلى به ستراوس في تشرين الثاني / نوفمبر 1974 يدعي فيه أن صفوف الحزب الديمقراطي الاجتماعي و‏الحزب الديمقراطي الحر تضم متعاطفين مع جماعة الجيش الأحمر، وهي جماعة مسلحة في ألمانيا الغربية مسؤولة عن العديد من الهجمات التي ارتكبت في ذلك الوقت. أدت هذه الفضيحة إلى استياء في الرأي العام ومنعت ستراوس من الوصول للمستشارية. قام مجلس الإدارة الاتحادي للاتحاد الديمقراطي المسيحي بالإجماع في 15 أيار / مايو 1975 بترشيح كول للانتخابات العامة دون استشارة الحزب البافاري الشقيق. وكردة فعل قام الاتحاد الاجتماعي المسيحي بترشيح ستراوس ليقوم بعدها المستشار الأسبق كيزينغر بالوساطة لحل هذه المشكلة وترشيح كول عن كلا الحزبين. كما تم إعادة انتخاب كول كرئيس للحزب في حزيران / يونيو 1975 بنتيجة 98.44 بالمائة.

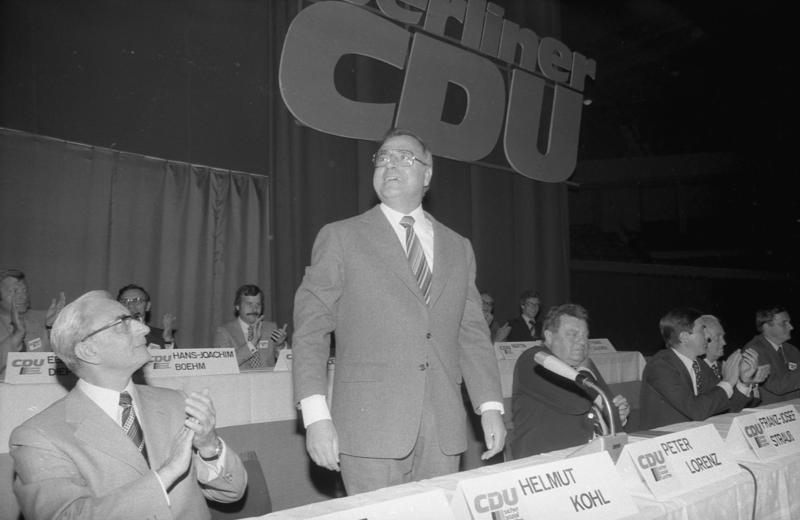
كول في برلين ضمن حملة الانتخابات الاتحادية لألمانيا الغربية عام 1976

استخدم ستراوس هذا الخلاف كنقطة بداية لتقييم فرص توسيع الاتحاد الاجتماعي المسيحي إلى المستوى الاتحادي، كالحصول على قوائم انتخابية مستقلة في ولايات شمال الراين-وستفاليا، سكسونيا السفلى، و‏بريمن كان يأمل أن يجمع اليمينيين من الحزب الديمقراطي الحر إلى الاتحاد الاجتماعي المسيحي وذهب في ذلك بعيداً لدرجة أنه عقد اجتماعات خاصة مع صناعيين في شمال الراين-وستفاليا. هذه المحاولات أدت إلى امتعاض في القاعدة الشعبية لاتحاد الديمقراطي المسيحي وأعاقت فرص الحزبين في الانتخابات القادمة. التزم كول الصمت خلال هذه التوترات مما فسرها البعض على أنها ضعفاً في القيادة في حين أن آخرين ومنهم الرئيس المستقبلي كارل كارستنز أشادوا به وسعيه للوصول إلى توافق في الآراء في قلب الحزب.
أدى ائتلاف الاتحاد الديمقراطي المسيحي/الاتحاد الاجتماعي المسيحي إلى نتائج جيده بفوزنه بنسبة 48.6 بالمائة من الأصوات. ولكن حكومة يسار الوسط أبقتهم خارج الحكومة المشكلة من الحزب الديمقراطي الاجتماعي و‏الحزب الديمقراطي الحر التي يقودها الديمقراطي الاجتماعي هلموت شميت. عندها ترك كول رئاسة وزراء راينلند بالاتينات وأصبح قائد ائتلاف الاتحاد الديمقراطي المسيحي/الاتحاد الاجتماعي المسيحي في بوندستاغ.

### قيادة المعارضة
لعب كول دوراً ثانوياً في الانتخابات الاتحادية لعام 1980 حيث أصبح فرانز جوزيف ستراوس مرشح ائتلاف الاتحاد الديمقراطي المسيحي/الاتحاد الاجتماعي المسيحي للمستشارية. لم يستطع ستراوس التغلب على ائتلاف الحزب الديمقراطي الاجتماعي و‏الحزب الديمقراطي الحر. على العكس من كول، ستراوس لم يكن يريد الاستمرار في قيادة ائتلاف الاتحاد الديمقراطي المسيحي/الاتحاد الاجتماعي المسيحي واستمر في منصبه كرئيس وزراء بافاريا. استمر كول في قيادة المعارضة خلال حكومة شميت الثالثة (1980 - 1982). نشب نزاع بين طرفي الائتلاف الحاكم في 17 أيلول / سبتمبر 1982 حول السياسة الاقتصادية. أراد الحزب الديمقراطي الحر تحرير سوق العمل بشكل راديكالي، في حين فضَّل الحزب الديمقراطي الاجتماعي تحسين أمان العمل بشكل أكبر. عندها بدأ الحزب الديمقراطي الحر بمشاورات مع ائتلاف الاتحاد الديمقراطي المسيحي/الاتحاد الاجتماعي المسيحي لتشكيل حكومة جديدة.

## مستشار ألمانيا الغربية

### وصوله للسلطة

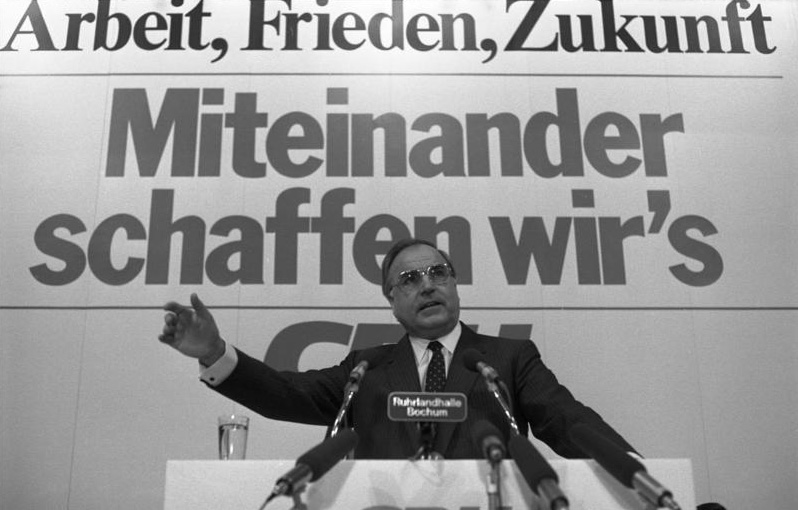
كول في فعالية لحملته في الانتخابات الاتحادية عام 1983

في 1 تشرين الأول / أكتوبر 1982 قام الاتحاد الديمقراطي المسيحي بطلب تصويت لسحب الثقة بدعم من الحزب الديمقراطي الحر ونجح التصويت. بعد ثلاثة أيام قام بوندستاغ بالتصويت لصالح حكومة التحالف الجديد برئاسة كول كمستشار. تم التوصل إلى توافق حول العديد من النقاط المهمة في 20 أيلول / سبتمبر، مع ذلك تم التوافق على العديد من النقاط الأقل أهمية قبل التصويت. على الرغم من أن انتخاب كول كان متماشياً مع القانون الأساسي، إلى أن انتخابه أثار بعض الجدالات. حيث أن الحزب الديمقراطي الحر خاض حملته الانتخابية عام 1980 جنباً إلى جنب مع الحزب الديمقراطي الاجتماعي كما أنه وضع صور المستشار شميت على ملصقاته. كما تم إثارة الشكوك حول كون الحكومة الجديدة تمثل أغلبية الشعب. رداً على ذلك سعت الحكومة لإجراء الانتخابات بأسرع وقت ممكن. كانت استطلاعات الرأي توضح أن الحصول على أغلبية واضحة كانت بمتناول اليد. وبما أن القانون الأساسي يسمح بحل البرلمان فقط في حال نجاح التصويت على حجب الثقة عن الحكومة، قام كول بخطوة مثيرة للجدل حيث دعى للتصويت على حجب الثقة عن حكومته بعد شهر واحد من أدائه القسم وتم حجب الثقة عن الحكومة بشكل متعمد بسبب امتناع أعضاء ائتلافه عن التصويت. عندها قام الرئيس كارل كارستنز بحل بوندستاغ بناءً على طلب كول ودعى لانتخابات جديدة.
كانت هذه الخطوة خلافية حيث رفض أعضاء الحزب منح ثقتهم للشخص الذي اختاروا أن يكون المستشار قبل شهر وأرادوا التصويت له بعد الانتخابات البرلمانية. على كل حال، تم التغاضي عن هذه الخطوة من قبل المحكمة الدستورية باعتبارها أداة قانونية، وهذا ما قام به لاحقاً المستشار الديمقراطي الاجتماعي غيرهارد شرودر عام 2005.

### حكومته الثانية

كول في القمة التاسعة لمجموعة السبع في ويليامزبرغ عام 1983

حقق كول فوزاً مدوياً في الانتخابات الاتحادية التي تمت في آذار / مارس 1983، حيث حقق الاتحاد الديمقراطي المسيحي/الاتحاد الاجتماعي المسيحي نسبة 48.8 بالمائة فيما حقق الحزب الديمقراطي الحر نسبة 7 بالمائة. بعض الأعضاء المعارضين في بوندستاغ طالبوا المحكمة الدستورية بإعلان عدم دستورية الإجراء برمته. رفضت المحكمة هذا الطلب إلا أنها وضعت محددات لإمكانية اتخاذ إجراءات مماثلة في المستقبل. دفعت حكومة كول الثانية باتجاه العديد من الخطط المثيرة للجدل منها نصب صواريخ متوسطة المدى تابعة لحلف شمال الاطلسي مما يهدد التحركات الرامية للسلام.
في 22 أيلول / سبتمبر 1984، التقى كول الرئيس الفرنسي فرنسوا ميتيران في فردان، حيث وقعت معركة فردان بين فرنسا وألمانيا خلال الحرب العالمية الأولى. وأحيا كلاهما ذكرى قتلى كلى الحربين العالميتين. الصورة الفوتوغرافية التي صورت مصافحتهما الطويلة أصبحت رمزاً للتسوية الفرنسية الألمانية. طور كول وميتيران علاقات سياسية متقاربة مشكلين محركاً هاماً للتكامل الأوروبي. قاد كلاهما قواعد المشاريع الأوروبية كالقوات الأوروبية و‏أرتيو. هذا التعاون الفرنسي الألماني كان حيوياً للمشاريع الأوروبية المهمة مثل معاهدة ماستريخت وإيجاد اليورو.
استغل كل من كول و‏رونالد ريغان، خلال الاحتفال بالذكرى الأربعين ليوم النصر الأوروبي لإظهار قوة الصداقة بين ألمانيا وعدوها السابق. خلال زيارة له للبيت الأبيض في تشرين الثاني / نوفمبر 1984، طلب كول من ريغان زيارة مقبرة عسكرية ألمانية في خطوة رمزية للتقارب بين البلدين. ولدى زيارة ريغان لألمانيا للمشاركة في القمة الحادية عشر لمجموعة السبع في بون، قام بمشاركة كول في 5 أيار / مايو بزيارة معسكر الاعتقال بيرغن-بيلسن و‏مقبرة الجنود الألمان في بيتبورغ وهي الزيارة التي أثارت جدلاً كبيراً في الولايات المتحدة.

### سياساته المحلية

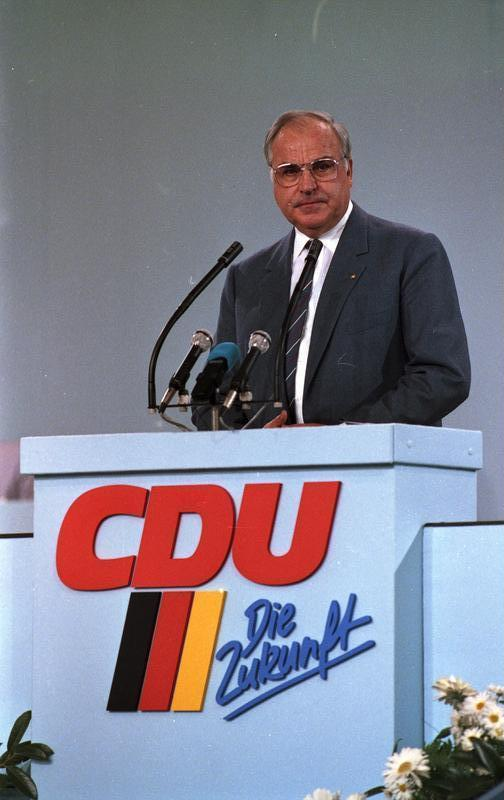
هلموت كول عام 1986

قادت مستشارية كول عدداً من التدابير المبتكرة في السياسة العامة. حيث تم توسيع تعويضات البطالة لكبار السن وتم تمديد العمر المسموح ضمن تعويضات بطالة الشباب ليصل إلى 21 عاماً. في العام 1986 تم استحداث بدل تربية طفل للأهالي في حال كون أحدهما على الأقل موظفاً. كما تم إعادة هيكلة الضرائب في العام 1990 حيث تم تقديم خدمات رعاية غير رسمية وحوافز ضريبية. تم تقديم خطة للتقاعد المبكر عام 1984 تمنح حوافز للمشغلين باستبدال العمال الكبار بالسن بمتقدمين من سجل العاطلين عن العمل. في العام 1989 تم تقديم خطة تقاعد جزئي تسمح للموظف بالعمل نصف الدوام الرسمي مقابل الحصول على 70% من الراتب ويضاف إليها 90 في المائة من استحقاق التأمين الاجتماعي الكامل. تم تأسيس صندوق الأم والطفل عام 1984 يقوم بتقديم منح للحيلولة دون القيام بعمليات إجهاض بسبب الصعوبات المالية كما تم إقرار أحكام خاصة بالمسنين العاطلين عن العمل.
شهدت فترة مستشارية كول قرارات مثيرة للجدل في مجال السياسة الاجتماعية. أصبحت المساعدات الطلابية تدفع من قبل الولايات في حين أدخل قانون إصلاح الرعاية الصحية عام 1989 مفهوم أن يقوم المرضى بالسداد مقدماً ويتم تعويضهم لاحقاً، مع زيادة حصة المرضى من أجور الإقامة في المشافي، وزيارات الأندية الصحية، والأسنان الاصطناعية والأدوية الموصوفة. بالإضافة إلى ذلك، منحت إصلاحات العام 1986 السيدات المولودات قبل 1921 سنة إضافية من ضمان العمل عن كل مولود وقامت الاحتجاجات العامة بإلزام صانعوا القانون بإدراج تعويضات إضافية للأمهات المولودات قبل التاريخ المحدد.

### حكومته الثالثة
بعد الانتخابات الاتحادية لعام 1987، انخفضت الأغلبية التي حصل عليها كول بشكل طفيف وشكَّل حكومته الثالثة. مرشح الحزب الديمقراطي الاجتماعي لمنصب المستشار كان رئيس وزراء شمال الراين-وستفاليا يوهانس راو.
في العام 1987، استضاف كول زعيم ألمانيا الشرقية إريش هونيكر وهي أول زيارة في التاريخ لرئيس الدولة في ألمانيا الشرقية إلى ألمانيا الغربية. وهذا ما تم اعتباره تطبيعاً للعلاقات مع ألمانيا الشرقية واتباعاً لسياسة الانفراج بين الشرق والغرب التي بدأتها حكومة الحزب الديمقراطي الاجتماعي في السبعينيات (والتي عارضها بشدة حزب الاتحاد الديمقراطي المسيحي الذي ينتمي إليه كول).

### الطريق إلى إعادة التوحيد

المستشار كول خلف وإلى يمين رئيس الولايات المتحدة رونالد ريغان (في الوسط) لدى بوابة براندنبورغ عام 1987. ريغان يتحدى غورباتشوف في خطابه الشهير اهدم هذا الجدار!.

بعد اختراق جدار برلين وانهيار النظام الشيوعي في ألمانيا الشرقية عام 1989، طريقة تعامل كول مع ألمانيا الشرقية سوف تصبح نقطة تحول في مستشاريته. معظم سكان ألمانيا الغربية بما فيهم كول لم يكونوا واعين عندما تمت الإطاحة بالحزب الاتحادي الشيوعي في ألمانيا في أواخر العام 1989. تحرك كول مباشرة بوعي كامل بمسؤولياته الدستورية لتوحيد ألمانيا ساعياً لجعل التوحيد حقيقة. قام كول بعرض خطة من عشر نقاط بهدف «تجاوز الانقسام في ألمانيا وأوروبا»، آخذاً بعين الاعتبار التغيرات السياسية التاريخية الحاصلة في ألمانيا الشرقية، دون استشارة شركائه في التحالف، الحزب الديمقراطي الحر أو حلفائه الغربيين. قام كول بزيارة الاتحاد السوفيتي في شباط / فبراير 1990 للحصول على ضمانة من ميخائيل غورباتشوف أن الاتحاد السوفيتي سوف يسمح بعملية إعادة توحيد ألمانيا. بعد شهر واحد تمت هزيمة حزب الاشتراكية الديمقراطية من قبل التحالف الذي يرأسه الحزب المقابل للاتحاد الديمقراطي المسيحي في ألمانيا الشرقية الذي قام بإدارة منصة التسريع في إعادة الاتحاد.

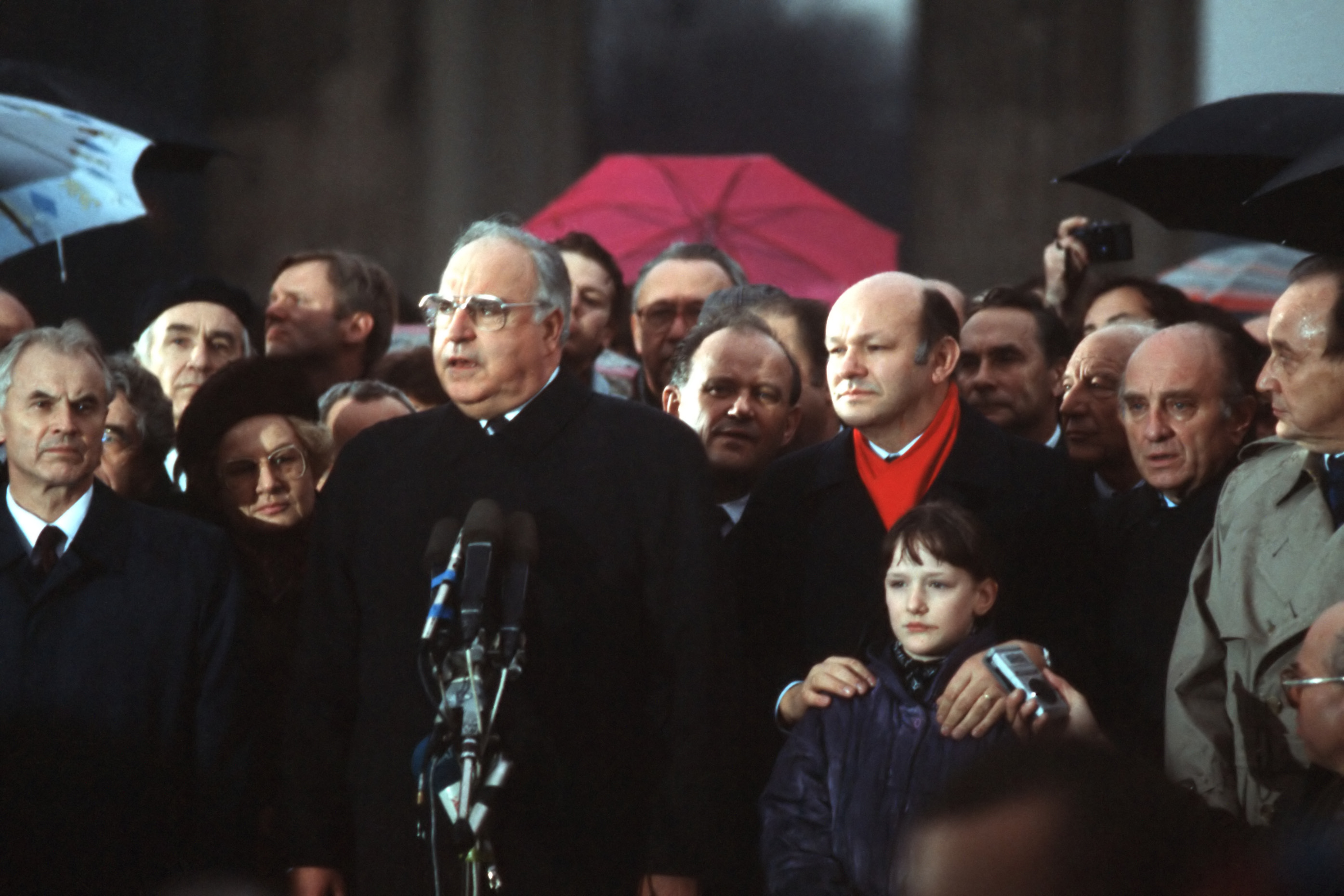
كول يخطب في الافتتاح الرسمي لبوابة براندنبورغ في 22 كانون الأول / ديسمبر 1989

في 18 أيار / مايو 1990، قام كول بتوقيع اتفاقية وحدة اجتماعية واقتصادية مع ألمانيا الشرقية. وعندما تم إعادة التوحيد، تم وضع اشتراطات على تنفيذ هذه الاتفاقية، حيث كان من الممكن الإسراع بإعادة الاتحاد وذلك استناداً إلى فقرات المادة 23 من القانون الأساسي. حيث تنص هذه المادة على أن أي دولة يمكن أن تتبع للقانون الأساسي فقط من خلال الأغلبية البسيطة. كان البديل هو إجراء أكثر طولاً من خلال صياغة دستور جديد للدولة الموحدة وفق المادة 146 من القانون الأساسي. سيقوم التوحيد تحت المادة 146 بفتح قضايا مستمرة في ألمانيا الغربية، ولن يكون عملياً بما أن ألمانيا الشرقية وقتها كانت في حالة الانهيار التام. في المقابل كان من الممكن ضمن المادة 23 إنهاء إعادة التوحيد خلال مدة قصيرة لا تتجاوز ستة أشهر.
على الرغم من اعتراض رئيس البنك الاتحادي كارل أوتو بول، قام كول بالسماح بتبادل بنسبة 1:1 في الرواتب، الفوائد والإيجارات بين المارك الغربي و‌الشرقي. في النهاية، أضرت هذه السياسة بشكل كبير الشركات في الولايات الجديدة. كان كول قادراً بالتعاون مع وزير خارجيته هانز ديتريش غينشر بإيجاد الحلول لحوارات الحلفاء السابقين في الحرب العالمية الثانية للسماح بإعادة توحيد ألمانيا. حصل كول على ضمانات من غورباتشوف أن ألمانيا الموحدة سوف تكون قادرة على اختيار التحالف الدولي الراغبة بالانضمام إليه، على الرغم من أن كول لم يخفي سراً بخصوص رغبته بأن ألمانيا الموحدة سوف ترث مقعد ألمانيا الغربية في حلف الناتو والاتحاد الأوروبي.
تم توقيع اتفاقية التوحيد في 31 آب / أغسطس 1990، وتم الموافقة عليها بأغلبية ساحقة في كلا البرلمانين في 20 أيلول / سبتمبر 1990. في 3 تشرين الأول / أكتوبر 1990، ألمانيا الشرقية لم تعد موجودة وجميع الأراضي التابعة لها انضمت إلى الجمهورية الاتحادية كخمس ولايات هي براندنبورغ، مكلنبورغ فوربومرن، ساكسونيا، ساكسونيا أنهالت و‌تورينغن. هذه الولايات كانت الولايات الخمس المشكلة لألمانيا الشرقية قبل أن يتم دمجهم في العام 1952، وإعادة تشكيلهم في آب / أغسطس. تم توحيد برلين الشرقية والغربية كعاصمة للجمهورية الاتحادية الموسعة. بعد انهيار جدار برلين، أكد كول أن الأراضي الواقعة شرق خط أودر-نايسه هي حكماً جزء من بولندا، وبذلك قام بالتخلي عن أي مطالبة بهم. في العام 1993، أكد كول من خلال اتفاقية مع جمهورية التشيك أن ألمانيا لن تطالب في المستقبل بإقليم السوديت ذو الغالبية سكانية من العرق الألماني. هذه الاتفاقية التي كانت محبطة للمهجرين الألمان.

## مستشار ألمانيا الموحدة

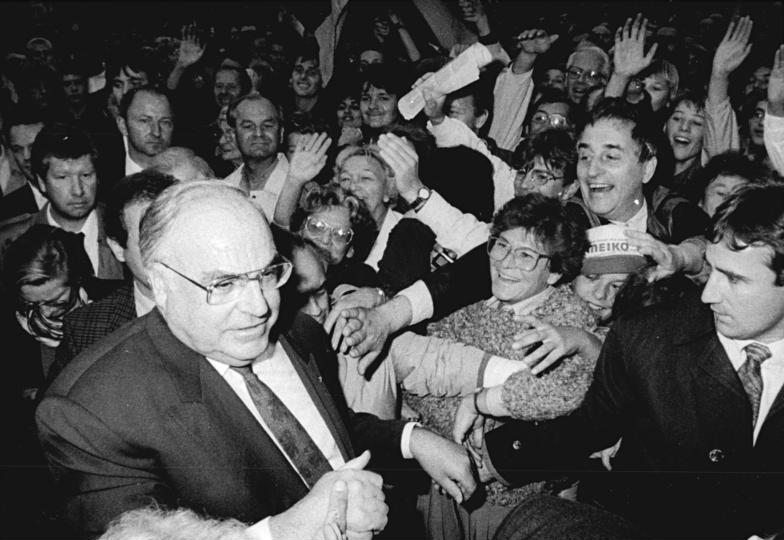
هلموت كول عام 1990

وضعت إعادة التوحيد كول في مكانة لا يمكن المساس بها، حيث فاز في انتخابات عام 1990 بأغلبية كبيرة على مرشح المعارضة أوسكار لافونتين رئيس وزراء سارلاند. وهي أول انتخابات حرة على كافة الأراضي الألمانية منذ حقبة جمهورية فايمار. وعندها شكَّل حكومته الرابعة
تم إعادة انتخاب كول عام 1994 أمام رئيس وزراء راينلند بالاتينات رودولف شاربينج مع تراجع بسيط في أغلبيته. فاز الحزب الديمقراطي الاجتماعي بأغلبية المقاعد في البوندسرات مما حدد بشكل كبير من صلاحيات كول. كان كول أكثر نجاحاً على صعيد السياسة الخارجية حيث ضمن إقامة البنك المركزي الأوروبي في مدينة فرانكفورت. في العام 1997، حصل كول على جائزة الرؤيا الأوروبية لجهوده في توحيد أوروبا. تراجعت شعبية كول في نهاية التسعينات خصوصاً مع ارتفاع معدلات البطالة. وخسر انتخابات عام 1998 بفارق كبير أمام رئيس وزراء سكسونيا السفلى، غيرهارد شرودر.

## تقاعده
تولى شرودر حكومة من تحالف الحمر - الخضر في 27 تشرين الأول / أكتوبر 1998 خلفاً لكول الذي استقال من رئاسة الاتحاد الديمقراطي المسيحي وابتعد بشكل كبير عن السياسة. استمر كول عضواً في بوندستاغ حتى قرر عدم الترشح في انتخابات عام 2002

### قضية تمويل حزب الاتحاد الديمقراطي المسيحي
تمحورت حياة كول بعد مغادرته المنصب حول فضيحة تبرعات الاتحاد الديمقراطي المسيحي. وهي الفضيحة التي تم الإعلان عن تفاصيلها عام 1999، عندما تم الكشف عن استلام وتملك الحزب لتبرعات غير قانونية خلال فترة قيادة كول. صرحت صحيفة دير شبيغل «لم يصرِّح أحد أن كول استفاد شخصياً من التبرعات السياسية - ولكنه كان يقود النظام المالي للحزب خارج حدود القانون، من خلال عدة أفعال منها فتح حسابات مصرفية سرية وتأسيس جميعيات مدنية استطاعت لعب دور الوسيط أو وكالات مشتريات لتبرعات الحملات الانتخابية.» مع تضرر سمعته في ألمانيا خلال السنوات التي تلت الفضيحة المالية، إلا أنها لم تتأثر دولياً حيث كان يُنظر إليه على أنه رجل دولة أوروبي كبير ويتم ذكر دوره في حل خمس قضايا كبيرة خلال توليه المستشارية، إعادة توحيد ألمانيا، التكامل الأوروبي، العلاقة مع روسيا بعد انهيار الاتحاد السوفيتي و‌حرب البوسنة والهرسك.

### حياته بعد العمل السياسي

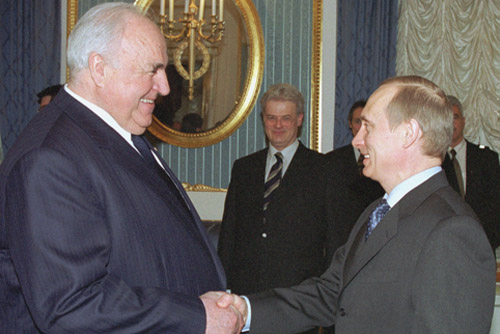
كول وفلاديمير بوتين عام 2002

غادر كول البوندستاغ عام 2002 ليتقاعد من العمل السياسي. بعد تولي أنغيلا ميركل لمنصب المستشارية، قامت بدعوة كول الشخص الذي رعاها إلى مكتب المستشارية وأعلن رونالد بوفالا الأمين العام للاتحاد الديمقراطي المسيحي أن الحزب سوف يقوم بالتنسيق بشكل أقرب مع كول «للاستفاده من خبرة رجل الدولة العظيم». قام كول في 4 آذار / مارس 2004 بنشر أولى مذكراته بعنوان «مذكرات 1930-1982» قام فيها بتغطية الفترة من 1930 حتى 1982، عندما أصبح مستشاراً. القسم الثاني تم نشره في 3 تشرين الثاني / نوفمبر 2005، تتضمن النصف الأول من مستشاريته (1982-1990). في 28 كانون الأول / ديسمبر 2004 قام سلاح الجو في سريلانكا برفعه جواً بعد أن تقطعت به السبل في فندق بسبب زلزال وتسونامي المحيط الهندي. كان كول عضواً في نادي مدريد. وفقاً لتقارير الصحافة الألمانية، قام هلموت كول بمنح اسمح للمؤسسة السياسية الجديدة التابعة لحزب الشعب الأوروبي والمسماة «مركز هلموت كول للدراسات الأوروبية» (حالياً «مركز الدراسات الأوروبية»). في أواخر شباط / فبراير 2008، تعرض كول لذبحة صدرية تصاحبت مع وقوعه مما سبب أذية كبيرة في الرأس تتطلبت إدخاله المشفى، لاحقاً أوضحت التقارير أن كول أصبح يعتمد على الكرسي المدولب بسبب معاناته من الشلل الجزئي مترافق مع صعوبات في الكلام. في 8 أيار / مايو 2008، تزوج كول من شريكته مايك ريتشر أثناء وجوده في المشفى. في العام 2010 أجريت له عملية في المراراة في هايدلبرغ، كما أجريت له جراحة في القلب عام 2012. في حزيران / يونيو 2015، ظهرت عدة تقارير تتحدث عن كونه في «حالة حرجة» بعد خضوعه لعمليتين جراحيتين الأولى في الأمعاء والثانية لاستبدال الورك.
على الرغم من صحته السيئة، قام كول في العام 2011 بإجراء العديد من المقابلات وإصدار العديد من البيانات التي أدان بشدة من خلالها خليفته أنجيلا ميركل، التي كان معلمها، حول سياسات التقشف الصارمة بما يتعلق بأزمة الديون الأوروبية ولاحقاً سياسة إدارة العلاقات مع روسيا ضمن الأزمة الأوكرانية، حيث رأى أن هذه السياسات تتناقض مع سياسته المسالمة والتكامل الأوروبي السلمي ثنائي الجانب خلال سنوات مستشاريته. قام كول بنشر كتاب بعنوان Aus Sorge um Europa(«خارج اهتمامات أوروبا») يوضِّح فيه انتقاداته لميركل (ومهاجماً سياسات خليفته المباشر غيرهارد شرودر المتعلقة باليورو). كما قامت الصحافة بشكل واسع باقتباس قوله «Die macht mir mein Europa kaputt» («هذه المرأة تدمِّر أوروبا خاصتي»). وبذلك ينضم كول إلى اثنين من مستشاري ألمانيا السابقين وهما غيرهارد شرودر و‌هلموت شميت من حيث انتقاداتهما المتشابهة لسياسات ميركل في هذين المجالين. في 19 نيسان / أبريل 2016، استضاف كول رئيس وزراء المجر فيكتور أوربان. دام الحوار بينهما لدة ساعة وأصدرا بياناً مشتركاً بخصوص أزمة المهاجرين إلى أوروبا، حيث صرح هذا البيان أن كلاهما يشككان بإمكانية أوروبا تحمُّل استقبالها للاجئين بشكل لا نهائي. تم تفسير هذا الاجتماع قبل انعاقده على أنه انتقاد لسياسة ميركل بخصوص التعامل مع هذه الأزمة، ولكن في النهاية، امتنع كول وأروبان عن مهاجمة المستشارة بشكل مباشر، حيث ورد في البيان «إنه حول مستقبل جيد لأوروبا والسلام للعالم. وجهود ميركل تسير في ذات الاتجاه.»
في العام 2016، رفع كول دعوة ضد راندوم هاوس واثنين من الكتاب هما هيربرت شوان وتيلمان جينز بدعوى النشر دون الحصول على موافقة مسبقة، وذلك بعد نشر 116 تعليقاً يزعم أن كول أدلى بهم خلال مقابلات في العامين 2001 و2002، كما نُشرت سيرة غير موافق عليها في العام 2014 باسم «الأسطورة: بروتوكولات كول». وفي نيسان / أبريل 2017، أصدرت محكمة ألمانية حكمها ضد الناشر راندوم هاوس والصحفيين الاثنين وطالبتهم بسداد مبلغ مليون يورو (حوالي 1.1 مليون دولار أمريكي) وذلك بسبب انتهاك خصوصية كول، ويعتبر هذا الحكم الأعلى قيمة في ألمانيا فيما يخص تهمة انتهاك الخصوصية.

## رؤيته السياسية
كان كول ملتزماً بالتكامل الأوروبي والمحافظ على علاقة وطيدة مع الرئيس الفرنسي فرنسوا ميتيران. بالتوازيع كان ملتزماً بإعادة توحيد ألمانيا. على الرغم من متابعته سياسة التطبيع مع المعسكر الشرقي التي بدئها سلفه الاشتراكي الديمقراطي، إلا أنه دعم سياسة ريغان العدائية لإضعاف الاتحاد السوفيتي علاقته كانت متكلفة مع رئيس وزراء بريطانيا مارغريت ثاتشر وزملائها المحافظين، وعلى الرغم من ذلك سمح لها بالاطلاع على بشكل سري على خططة لتوحيد ألمانيا في آذار / مارس 1990، لتهدئة المخاوف التي تتشاركها مع ميتيران.

## شخصيته وصورته في وسائل الإعلام

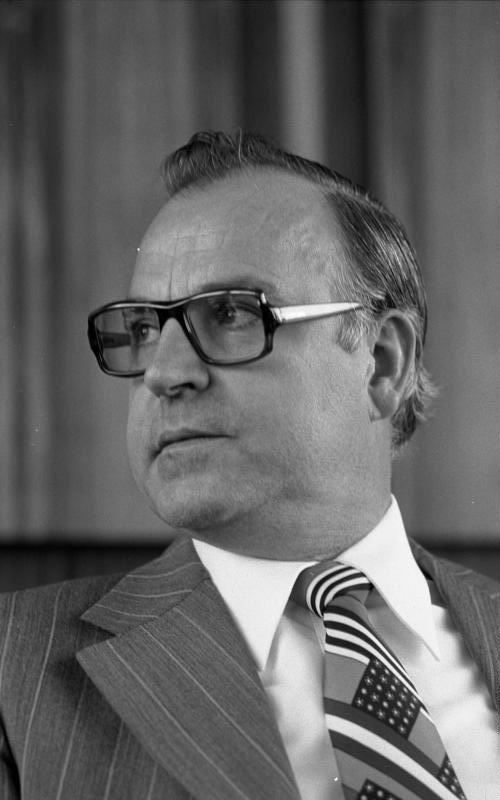
كول عام 1975. تعاملت وسائل الإعلام مع كول خلال سنوات توليه رئاسة وزراء راينلند بالاتينات على أنه مصلح تقدمي في حزبه. تغيرت هذه الصورة في السبعينات عندما تولى منصب قيادة الحزب على المستوى الاتحادي حيث تعرض لمعادة من قبل الصحفيين.

واجه كول معارضة شديدة من اليسار السياسي في ألمانيا الغربية وتعرض للسخرية من الناحية البدنية ولغته البسيطة ولهجته المحلية. صوَّر هانز تراكسل على أنه إجاصة على غرار فيلم الكرتون التاريخي الفرنسي الخاص بلويس فيليب الأول وذلك في المجلة اليسارية الساخرة تيتانيك. أصبحت الكلمة الألمانية "Birne" («إجاص») منتشرة بشكل واسع وأصبحت رمزاً للمستشار.
قام العديد من الكوميديين بتقليد المستشار مثل توماس فرايتاغ وستيفان والد كما تم بيع العديد من الكتب يكون فيها كول البطل الغبي. عند وفاة كول، عرضت صحيفة TAZ اليسارية صفحة رئيسية تظهر مجمموعة أزهار مخصصة عادة للجنائز مع إجاص مع تعليق «منظر طبيعي مزهر»، تعويذة كول لألمانيا الشرقية بعد إعادة التوحيد. لاحقاً اعتذر رئيس التحرير بعد عدة احتجاجات.
كان رئيس وزراء راينلند بالاتينات (1969-1976) مصلحاً شاباً في ولاية متخلفة نوعاً ما وكان القادم الجديد انقد بقوة قادة الحزب الكبار بالسن. وكانت وسائل الإعلام الوطنية بقدر ما اهتمت به، تنظر إليه بفضول. ولكن تغير هذا عندما أصبح كول رئيس الحزب على المستوى الاتحادي عام 1973، وبشكل دراماتيكي أكثر عندما اختاره الحزب للترشح لمنصب المستشارية. كان لدى معارضيه ضمن الحزب الاتحادي وصحفيين ومراقبين آخرين شكوكهم حول كون شخص على الرغم من كونه ناجحاً في تحديث ولاية صغيرة إلى أنه محدود التفكير أن يقوم بقيادة جمهورية اتحادية ودولة صناعية ضخمة ومعقدة.
قام كاتب السيرة الذاتية هانز بيتر شوارز بتحديد خمس مشاكل واجهت المرشح ذو السادسة والاربعين عاماً: كون العلاقات المعقدة ضمن البوندستاغ غريبة عنه، عدم وجود أي خبرة دولية لديه، عدم امتلاكه لخبرة عميقة في الاقتصاد إضافة إلى نقص في الشخصية وعدم حيازته على ثقافة مقبولة في شمال ألمانيا.
في الدوائر الصغيرة، كان كول رائعاً ومضيفاً مثالياً وكلما كبر الحشد كلما كان ظهر بشكل أكثر غموضاً وضعفاً وشحوباً. نظرته إلى كاميرا التلفزيون جعلته يبدوا عاجزاً. عندما يتم مهاجمته كما في الحملات الانتخابية، يتحول كول إلى مقاتل جيد. ولكن بشكل عام لم يكن خطيباً رائعاً، فلقد كانت خطاباته طويلة ومسهبة. نسبة إلى حديثه الكاثوليكي بلكنة من منطقة بالاتينات، جعلت الصحافيين من شمال ألمانيا ينظرون إليه على أنه رجل فلكلوري لديه الثقافة ولكنه لا يمتلك الفكر مما جعله يشعر بالغربة أكثر من أي رئيس سابق للاتحاد الديمقراطي المسيحي.
كان كول شخصا يحب المشاركة في المجموعات. وذاكرته القوية حول الأشخاص وحيواتهم ساعدته في بناء شبكته ضمن الاتحاد الديمقراطي المسيحي والحكومة وفي الخارج. في دراسة حول المستشارية الألمانية كقيادة سياسية، أعطى هنريك غاست أمثلة حول الوقت الذي استثمره كول في العلاقات الشخصية حتى مع نواب الحزب في البوندستاغ وحتى مسؤولي الحزب على المستوى المحلي. ونجحت هذه الشبكة بسبب طبيعة شخصية كول.
عَلِم كول أن هؤلاء الأشخاص هم اساس قوته السياسية وأنه بحاجة لولائهم ومودتهم الشخصية. كما كان قادراً على أن يكون فظاً مع المرؤوسين والمساعدين وفي مواجهة الخصوم السياسيين.«كان قادراً على الإثنين - أن يكون متعاطفاً وأن يكون حاداً بقوة! إذا لم تقم بما يريده، ينتهي التعاطف» كما اقتبس غاست من أحد الوزراء الاتحاديين في حزب كول. كما كان هناك اختلافاً بين كول الشاب والمستشار في سنواته الأخيرة، حيث ذكر أحد الوزراء البرلمانيين «هناك فارق كبير في حس اللباقة بين كول سابقاً ومؤخراً. في السنوات السابقة كان يمتلك كل هذا ولكن في السنوات الأخيرة لم يعد يمتلكه»

## حياته الخاصة

### عائلة هلموت كول

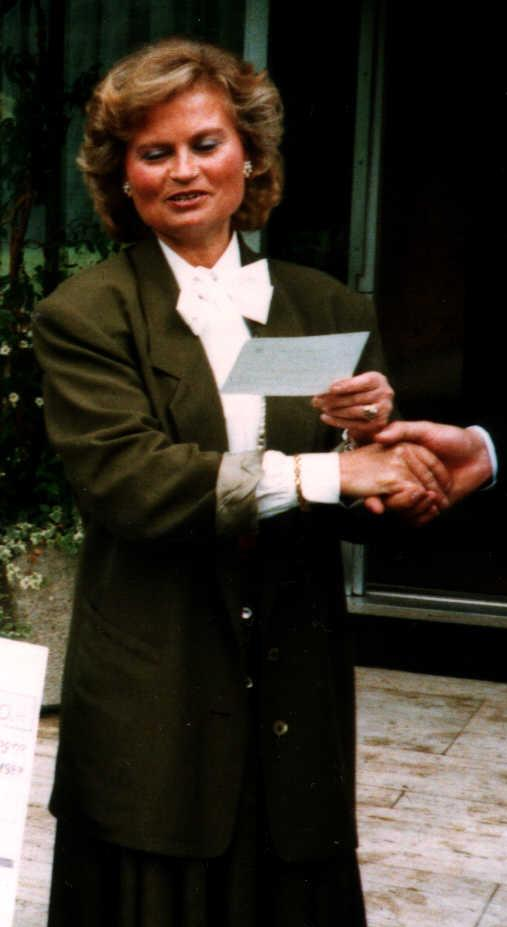
زوجة كول هانيلور كول، التي كان متزوجاً منها من 1960 حتى وفاتها في 2001

في العام 1960، تزوج كول من هانيلور رينر، بعدما كان قد طلب يدها سابقاً في العام 1953، حيث تم تأجيل الزفاف حتى أصبح كول مستقر مالياً. تعرفا على بعضهما البعض في دروس للرقص عام 1948. وأنجبا والتر كول (مواليد 1963) و‌بيتر كول (مواليد 1965). درست هانيلور كول اللغات وكانت تتحدث الإنكليزية والفرنسية بطلاقة، وكانت مستشاراً مهماً لزوجها خلال مسيرته السياسية، خصوصاً في الأمور الدولية. كانت مدافعاً قوياً عن إعادة توحيد ألمانيا حتى قبل أن يغدوا ذلك ممكناً كما كانت تدعم تحالف ألمانيا مع الولايات المتحدة من خلال الناتو.
درس كلاً من ابنيه (والتر وبيتر) في الولايات المتحدة في جامعة هارفارد و‌معهد ماساتشوستس للتكنولوجيا بالترتيب. عمل والتر كول كمحلل مالي في مورغان ستانلي في نيويورك وقام لاحقاً مع والده بتأسيس شركة استشارات في العام 1999. عمل والتر كول كموظف بنك استثماري لعدة سنوات في لندن.
في 5 تموز / يوليو 2001، انتحرت هانيلور كول التي عانت من التهاب الجلد الضوئي لسنوات.

### زواجه الثاني المثير للجدل (2008–2017)
أثناء وجوده في المشفى عام 2008 بعد معاناته من صدمة في الرأس تزوج كول، وهو بعمر 78 سنة، من مايك ريتشر وهي موظفة سابقة لديه بعمر 44 عام، ولم ينجبا أي أطفال. خلال فترة زواجهما بالكامل، كان كول يعاني من إصابة دماغية، لم يكن قادراً على الكلام إلا بصعوبة، وكان دائماً على الكرسي المدولب. صرَّح بيتر كول ابن هلموت كول أن والده لم يكن ينوي الزواج من ريتشر التي ضغطت على والده المصاب بشدة ليتزوجها. انتُقدت ريتشر بشكل كبير من جانب أبناء كول، أصدقائها السابقين والإعلام الألماني. بعد زواجه الثاني، أصبح كول مقرباً من ابنيه وأحفاده، وقال أبنائه أن والدهم يتم معاملته «كما لو أنه سجين» من قبل زوجته. كما تم منع أولاده وأحفاده من رؤيته من قبل زوجته الجديدة خلال السنوات الست الأخيرة من حياته. قال بيتر كول ضمن سيرة حياة والدته أنها زارت شقة ريتشر مرة وحيدة ووصفها على أنها «متحف شخصي حول هلموت كول» مليء بصور هلموت كول وحقائق عنه في كل مكان. وجاء في كتابات كول «بدا الأمر كله وكأنه نتيجة مذهلة للجمع الدقيق لغرض العبادة، كما نعلم من التقارير عن الملاحقون».
وصف هيربرت شوان، كاتب سيرة كول، ريتشر على أنها «تعتبر من المحافظين أكثر من أن تكون من القوميين الالمان،» وقال أنها أصرت على حق «السيادة التقسيرية» بما يتعلق بحياة كول وأصرت على العديد من الأكاذيب التي تم إثبات بطلانها.
وقد تسببت ريتشر بفضيحة بعد رفضها لدخول أبناء وأحفاد كول إلى منزل هلموت كول بعد وفاته. كما تم انتقاد ريتشر على محاولتها السيطرة بشكل كامل على جنازة كول، ومحاولتها منع المستشارة ميركل من التحدث في تأبين كول في ستراسبورغ. أرادت ريتشر أن يقوم فيكتور أوربان رئيس وزراء المجر المثير للجدل والذي انتقد بعنف سياسات ميركل بالتعامل مع اللاجئين بالتحدث بدلاً عنها، ولم ترضخ حتى قيل لها أن هذا سيتسبب بفضيحة.

## الجوائز والألفاب التشريفية
حصل هلموت كول على العديد من الجوائز والأوسمة، فضلا عن الألقاب الفخرية كشهادات الدكتوراة والمواظنة. من بين جميع الجوائز، حصل مناصفة مع الرئيس الفرنسي فرنسوا ميتيران على جائزة كارلسبريز بسبب دورهما في الصداقة الألمانية الفرنسية والاتحاد الأوروبي. في العام 1996، حصل كول على جائزة أمير أستورياس في التعاون الدولي وقدمها فيليب السادس ملك إسبانيا. في العام 1998، تم تسمية كول مواطن أوروبي فخري من قبل رؤساء دول وحكومات أوروبا بسبب عمله المتميز في مجال التكامل والتعاون الأوروبي، والشخص الوحيد الذي حصل على هذا اللقب قبله هو جان موني. بعد مغادرته المنصب عام 1998، أصبح كول ثاني شخص بعد كونراد أديناور يحصل على الصليب الأعظم بتصميم خاص من وسام استحقاق جمهورية ألمانيا الاتحادية. كما تسلم وسام الحرية الرئاسي من الرئيس بيل كلينتون عام 1999.

## وفاته وجنازته

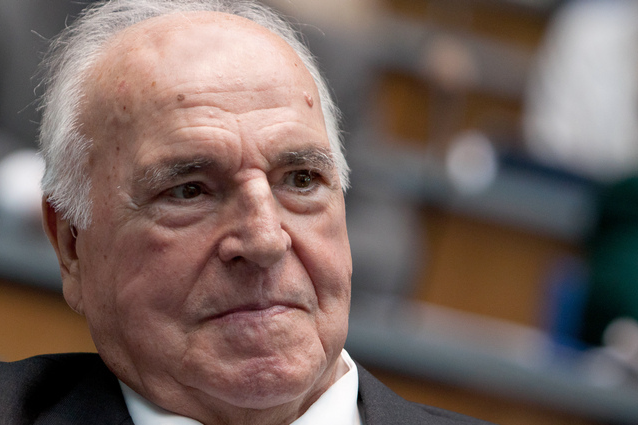
هلموت كول في 2012

توفي كول الساعة التاسعة والربع من صباح يوم الجمعة 16 حزيران / يونيو 2017 في مسقط رأسه لودفيغسهافن بعمر 87 سنة. تم تكريم كول بمراسم غير مسبوقة بتاريخ 1 تموز / يوليو وذلك في ستراسبورغ، فرنسا. تم إجراء قداس كاثوليكي في كاثدرائية شباير. وتم دفن كول في المدفن التابع للكاتدرائية ("Domkapitelfriedhof") في شباير، بالقرب من حديقة كونراد أديناور وتبعد الكاتدرائية عن مكان الدفن حوالي بضعة مئات من الأمتار باتجاه الشمال الغربي.
لم يشارك أي من أبناء أو أحفاد كول في أي من المراسم، بسبب نزاع مع زوجة كول الثانية المثيرة للجدل مايكه كول-ريتشر، والتي من بين الأمور التي قامت بها هي منعهم من توديعه في منزله، تجاهلها لرغبتهم بإجراء مراسم في برلين ورغبتهم بأن يتم دفن كول مع والديه وزوجته السابقة هانيلوره كول في مدفن العائلة.